# 뉴브런즈윅주
뉴브런즈윅주(영어: New Brunswick njuː bɹʌnz.wɪk[*], 프랑스어: Nouveau-Brunswick nu.vo.bʁœn.swik[*], 퀘벡 프랑스어 : [nu.vo.bʁɔn.zwɪk])는 캐나다 동부 대서양에 면한 주이다. 아카디아 등 불어를 모국어로 하는 주민이 인구의 약 30 %를 차지하며, 영어 혹은 불어 중 하나를 공용어로 사용하는 다른 주와는 달리 두 언어 모두를 공용어로 하는 유일한 주이다. 주도는 프레더릭턴이다. 총 면적 73,500km2, 주 인구는 75만 1,171명 (2011년 추계). 서쪽으로 미국의 메인주, 북쪽으로 퀘벡주, 동쪽으로는 프린스에드워드아일랜드주와 노바스코샤주를 경계로 두고있다.

## 역사

### 퍼스트 네이션
현재 뉴브런즈윅 주에서 첫 유럽인 정착자들이 그 지방에 살고 있던 미크매크 족과 말리시트 족들을 찾았다. 둘다 이 주민들은 알곤킨어족에 속하였다. 미크매크 족은 지방의 동부를 돌아다녔다. 말리시트 족은 세인트존 강 유역에 살았다. 퍼스트 네이션의 주민들은 폭포로부터 내려오는 시냇물 혹은 강에서 조수의 더 멀리 도달하는 곳 근처에 진을 치는 것을 좋아하였다. 이 위치들은 연어와 송어를 위한 최고의 잡이를 마련하였다. 퍼스트 네이션의 주민들은 또한 해안을 따라 대합조개와 굴을 모으기도 하였다.

### 탐험과 정착

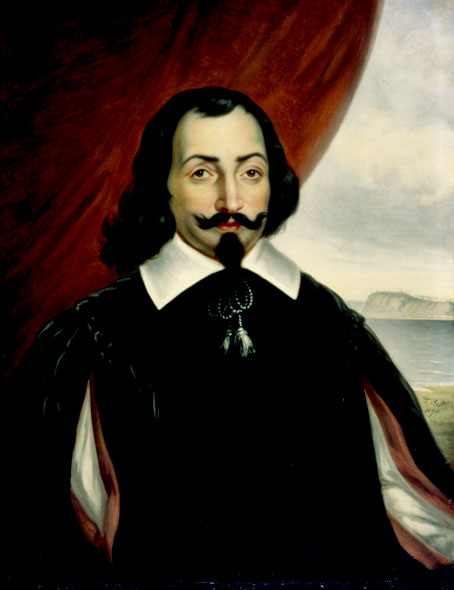
사뮈엘 드 샹플랭

1534년 프랑스의 탐험가 자크 카르티에가 샬루어 만에 도착하였다. 더욱 나가서의 탐험은 1604년까지 일어나지 않았다. 그해 프랑스의 탐험가들 사뮈엘 드 샹플랭과 피에르 뒤 과 드 몽스가 펀디 만으로 항해하여 들어갔다. 그들은 해안을 탐험하고 세인트크로이 강의 입구에 있는 세인트크로이섬에서 겨울을 보냈다. 1605년 그들은 펀디 만을 가로질러 현재 노바스코샤주에 있는 포트로열로 이주하였다. 1600년대 후반에 프랑스인 정착자들이 지역에 농장과 낚시장들을 설립하고, 그 지방을 아카디아라고 불렀다.

### 프랑스의 경쟁자들
모피 교역을 설립하는 희망을 가진 이들이었던 프랑스인들은 영토의 통치를 위하여 자신들 사이에 싸우기 시작하였다. 가장 유명한 투쟁은 샤를 드 라 투르와 돌네 드 샤르니세 사이에 일어났다. 라 두르는 오늘날 세인트존 일대에 교역지와 요새를 가졌다. 드 샤르니세는 라 투르가 없는 사이에 그의 요새를 공격하였다. 교역인의 부인 마리 드 라 투어는 요새의 방어를 지도하였으나 결국 항복하였다.

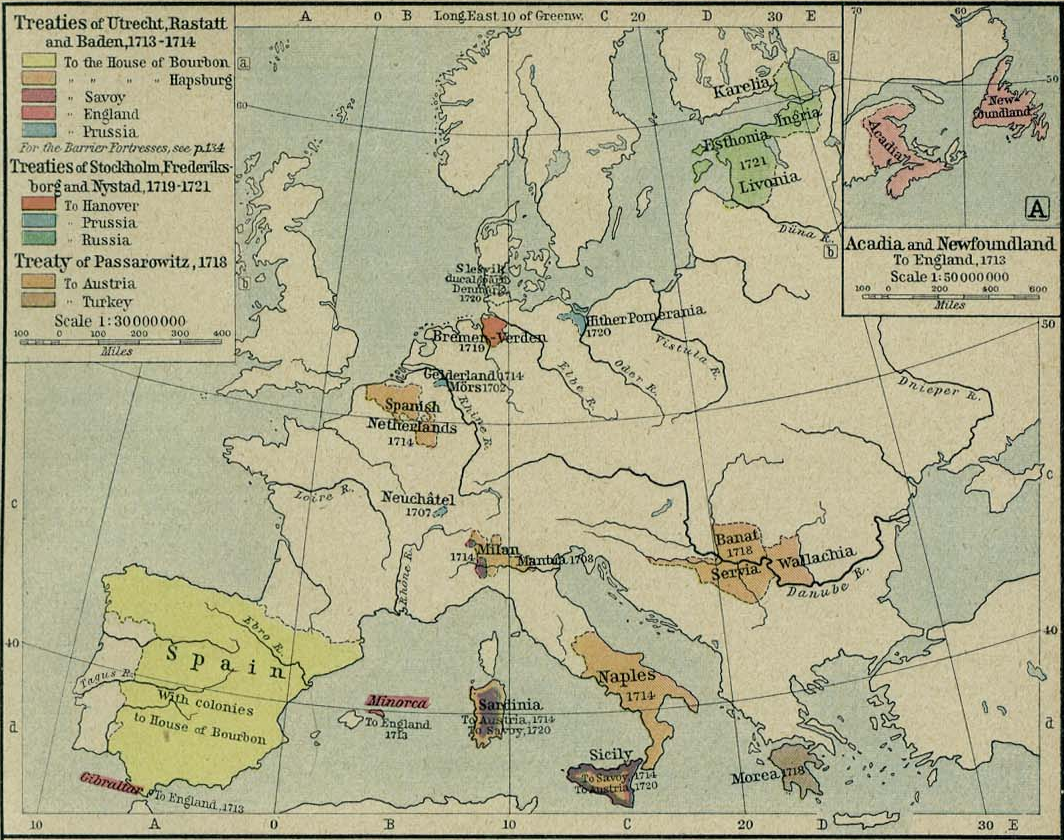
위트레흐트 조약의 결과를 보여주는 지도

프랑스인들 사이에 경쟁은 차차 프랑스인과 잉글랜드인 사이에 경쟁으로 주어졌다. 남부로 잉글랜드의 식민지들이 재빠르게 번창하였다. 많은 잉글랜드의 선원들과 다른 주민들은 뉴브런즈윅 지방에 끌어들여졌다. 잉글랜드인들은 1654년 아카디아를 정복하였으나 1667년 브레다 조약에서 프랑스에게 돌려주었다. 1690년 잉글랜드인들은 다시 아카디아를 침입하였다. 앤 여왕 전쟁 이후, 프랑스는 위트레흐트 조약에서 아카디아의 노바스코샤 본토 지역을 영국에게 주었다. 그러나 프랑스와 영국은 뉴브런즈윅의 대부분의 소유에 논쟁하였다. 많은 아카디아인들은 뉴브런즈윅 지방에 남아있었다. 프렌치 인디언 전쟁의 마지막에서 영국이 지방을 포획하였다. 그들은 많은 아카디아인들을 추방하였다. 파리 조약은 아카디아의 뉴브런즈윅 부분의 영국 소유를 확립하였다.

### 영국인의 정착

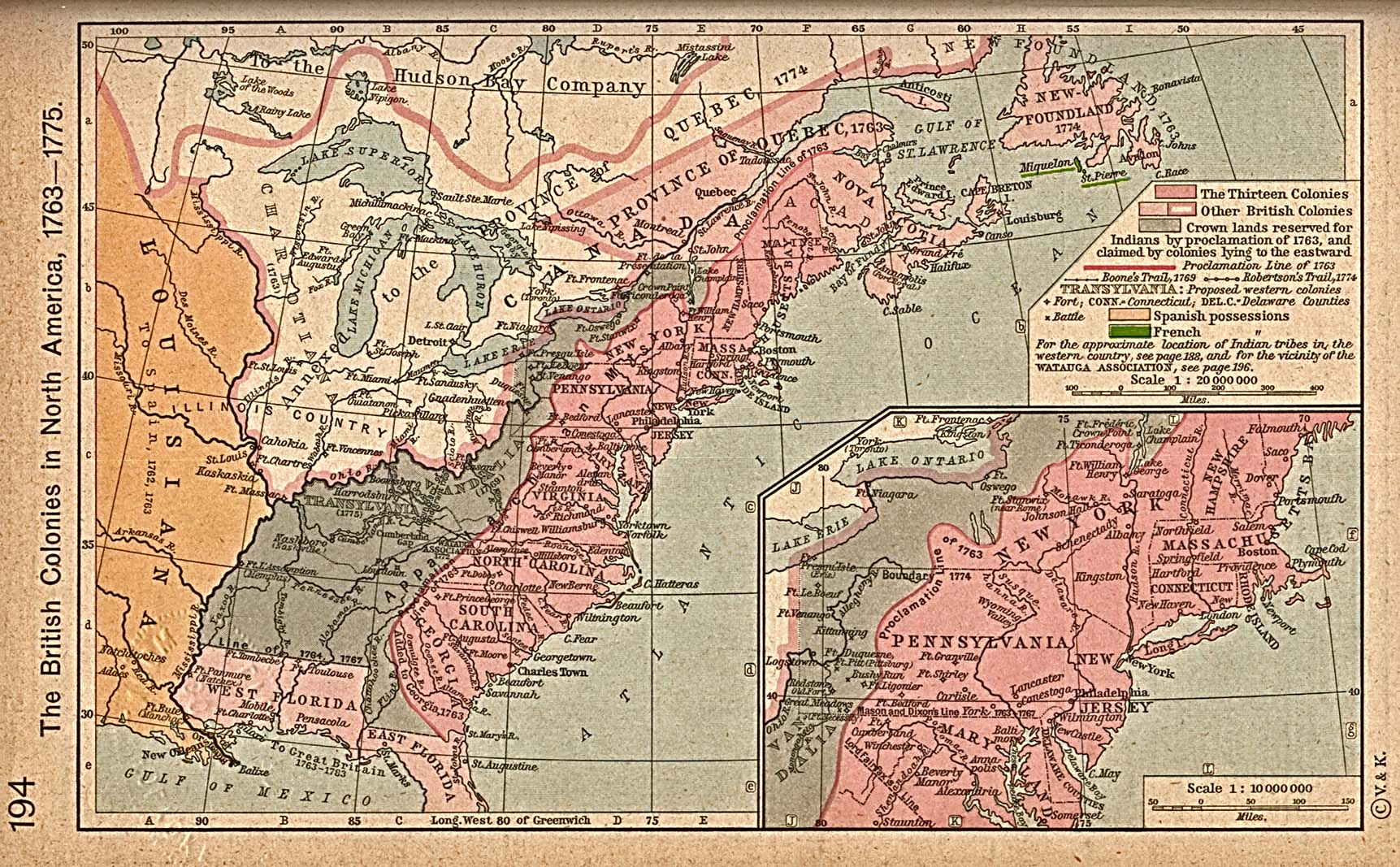
1763년부터 1776년까지의 영국 식민지들

뉴잉글랜드에서 온 교역인들이 1762년 세인트존에 도착하였다. 1763년 다른 뉴잉글랜드인들이 현재 프레더릭턴 근처에 있는 모거빌의 정착지를 창립하였다. 같은 해에 뉴브런즈윅 지방은 노바스코샤의 영국 주의 일부가 되었다. 많은 아카디아인들은 지방으로 돌아오는 데 허락되었다. 그들은 북부와 동부에서 대지들의 승인들을 받았다.
미국 독립 전쟁이 일어나는 동안과 그 후에 영국에 충성한 대략 14,000명의 주민들이 미국으로부터 도착하였으며, 대부분 1783년에 왔다. 이 왕당파들은 세인트존에 상륙하였다. 그들의 대부분은 세인트존 강 유역 하류에 정착하였다. 그들은 프레더릭턴을 창설하였다. 다른이들은 미국과의 국경에 있는 패서매쿼디 만 근처에 정착하였다. 1784년 영국인들은 뉴브런즈윅을 갈라진 지방으로 설립하였다. 1785년 세인트존은 현재 캐나다에서 처음으로 합병된 도시가 되었다. 이듬해 식민지 입법이 창조되어 농부와 대지주들은 지방의 첫 입법부 회의를 선출하였다.
조선업과 영국과의 재목 교역은 1800년대에 번창하였다. 1815년 이후에 수천명의 잉글랜드, 아일랜드와 스코틀랜드 정착자들이 영국에서 직업들을 찾지 못한 이유로 뉴브런즈윅에 왔다. 이 아일랜드 이민들의 어떤이들은 아일랜드 대기근을 달아나고 있었다.
1825년 거대한 산불이 미라미치 강 지방에서 대략 6000 스퀘어 마일(16,000 스퀘어 킬로미터)를 지나가 타올랐다. 허리케인 같은 바람에 의하여 번진 화재는 전체의 정착지들을 휩쓸어 대략 150명의 주민들이 사망하였다. 집이 없는 정착자들은 다른 주들, 영국과 미국으로부터 의류, 돈과 공급품들을 받았다.
1830년대로 봐서 뉴브런즈윅의 대략 5분의 4는 아직도 왕실 소유지들이었다. 재목 교역인들은 산림에서 운영하는 데 보수를 내야 했다. 1833년 지방의 입법부는 왕실 소유지들을 획득하는 데 운동을 시작하였다. 영국 정부는 1837년에 뉴브런즈윅에 대지들을 주었다.

### 애루스툭 전쟁
뉴브런즈윅과 메인에서 온 정착자들이 애르스툭 강의 유역에 살았다. 영국과 미국은 이 지방에서 경계에 전혀 동의하지 않았고, 뉴브런즈윅과 메인의 벌목꾼들 사이에 논쟁들이 나타났다. 뉴브런즈윅과 메인에서 온 시민군들이 싸우려고 모일 때 1839년 최고점이 왔다. 하지만 실제 전쟁은 일어나지 않았다. 미국의 마틴 밴 뷰런 대통령은 애루스툭 전쟁으로 불린 논쟁을 가라앉히려고 윈필드 스콧 장군을 보냈다. 스콧은 휴전을 협정하였다. 1842년 영국과 미국의 권위자들은 뉴브런즈윅-메인 경계선을 설립하였다.
뉴브런즈윅의 인구가 자라나면서 지방 자치권을 위한 요구들도 자라났다. 정치적 권력은 차차 런던에 있는 영국 식민지 사무소로부터 프레더릭턴에 있는 지방의 입법부로 옮겨졌다. 1849년 영국은 뉴브런즈윅을 그 자신의 사정들에 거의 완료된 통치를 뉴브런즈윅에 승인하였다.

### 연방과 향상

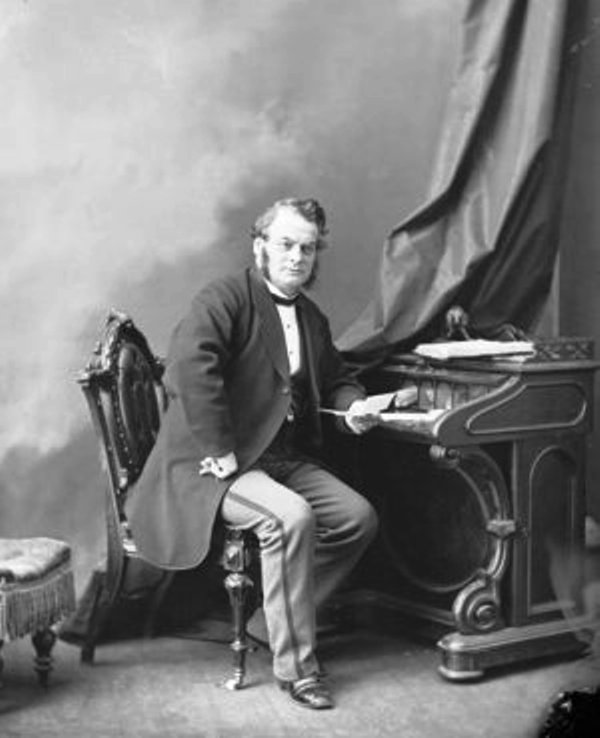
새뮤얼 레오너드 틸리 경

1864년 뉴브런즈윅, 노바스코샤와 프린스에드워드아일랜드에서 온 사절단들이 프린스에드워드아일랜드의 샬럿타운에 모여 연합된 식민지를 형성하는 논의하였다. 어퍼캐나다와 로어캐나다에서 온 사절단들은 그들에게 가입하여 북아메리카 동부의 모든 영국인 지방들의 연방을 제안하였다. 사절단들은 1864년 퀘벡에서 다시 만났다. 그들은 캐나다 자치령의 창조로 이끈 캐나다 연방을 위한 계획을 끌어올렸다.
많은 뉴브런즈윅 주민들은 제안된 연합에서 자신들의 정치적 권력을 잃을 것 같은 위협을 느꼈다. 지방의 정치 지도자 새뮤얼 레오너드 틸리는 더 큰 지방들이 자신들을 통치하지 않을 주민들을 납득시키는 주요 일부를 수행하였다. 1867년 7월 1일 뉴브런즈윅은 캐나다 자치령의 4개의 원래 주들 중의 하나가 되었다. 다른 주들은 노바스코샤주, 온타리오주와 퀘벡주였다. 연방당의 앤드루 R. 웨트모어는 연방의 성립 후 뉴브런즈윅 주의 초대 지사가 되었다. 연방에 이은 세월에 가장 두드러진 주지사는 1871년 무료의 공공 학교들을 설립한 법령을 통과시킨 조지 E. 킹이었다.
주의 수산업, 제재업과 광업은 차차 확장되었다. 그러나 철강 증기선 이용의 증가가 뉴브런즈윅 주의 항해선 산업이 종말로 이끌었다. 그 산업은 중요한 섬유와 철강 산업들로 대체되었다. 1870년대와 1880년대 동안에 많은 뉴브런즈윅 주민들이 서부 캐나다와 미국으로 이주하였다. 이 지방들은 더욱 나은 직업 기회들을 제공하였다.
1890년으로 봐서 2개의 국내 철도 시스템들이 뉴브런즈윅 주의 도시들을 몬트리올과 이었다. 세인트존은 캐나다 동해안에 주요 겨울 항구로서 노바스코샤 주의 핼리팩스와 함께 랭킹에 들어왔다. 하지만 온타리오 주와 퀘벡 주는 캐나다에서 제조업과 무역을 통치하였다. 1900년 이후 펄프 산업이 뉴브런즈윅 주에서 증가적으로 중요해졌다. 공공 근로 프로그램들은 1900년대 초반 동안에 주에서 통신과 교통을 향상시켰다. 그러나 1919년과 1925년 사이에 뉴브런즈윅 주의 산업들은 심각한 쇠퇴를 겪었다. 회복이 서서히 왔다. 1920년대와 1930년대 동안에 주요 번창이 종이 산업에서 일어났다.

### 1900년대 중반과 후반
제2차 세계 대전 이후에 주의 펄프와 제지 산업들은 거대하게 확장되었고, 조선업은 세인트존 지역에서 중요해졌다. 구리, 납, 은과 아연의 큰 매장량들은 1952년과 1953년에 배서스트-뉴캐슬 지방에서 지도에 그려졌다. 1953년과 1957년 주는 광업과 제조업을 위한 추가적인 전력을 공급한 수력 발전소들을 완공하였다. 캐나다에서 가장 큰 석유 정제소가 1960년 세인트존에 건설되었다.
배서스터-뉴캐슬 금속 광석 매장량들에 관계된 건설 프로그램이 1962년에 시작되어 1968년에 완공되었다. 프로그램에서 계획들은 화확품과 비료 공장, 부두와 해운 시설, 제재와 제조 회사, 광산과 파이프라인들을 포함하였다. 금속 광석의 체굴은 지방의 가장 큰 광산이 운영을 시작할 때 1964년에 붐을 일으키기 시작하였다. 건설 프로그램에 의하여 마련된 경제적 자극에 불구하고 뉴브런즈윅 주의 생활의 표준은 국내적 수준의 아래에 남아있었다. 주의 외부 이동이 솟아 올랐다.
1968년 수력발전소가 프레더릭턴 근처에 있는 세인트존 강에 노인 맥터쿼크 댐에서 개장되었다. 이 발전소에서 온 전력의 절반 이상이 배서스터-뉴캐슬 지방에 있는 산업 지대들로 간다.
1960년대 후반 동안에 주지사인 자유당 소속의 루이 J. 로비쇼가 자신이 부른 동등한 기회의 프로그램에서 주를 지도하였다. 이 프로그램에서 주 정부는 모든 재판소, 학교와 보건·복지 연구소들의 운영을 차지하였다. 활동은 주의 전역을 통하여 그런 시설들에 의하여 마련된 서비스들의 품질을 동등하게 하는 데 장악되었다. 로비쇼의 시기는 또한 뉴브런즈윅 주의 프랑스어를 사용하는 아카디아인 소수를 위한 더욱 많은 문화적, 경제적과 정치적 역할과 함께 협조되었다.
1969년 뉴브런즈윅 주 입법 회의는 입법부 자신에 프랑스어를 영어와 함께 재판소, 정부 사무소와 학교들에서 동등한 지위의 공용어로 만든 법률을 통과시켰다. 그해 후반부에 캐나다 국회는 공용어 법령을 통과시켰다. 이 법률은 10 퍼센트 이하의 주민들이 프랑스어를 쓰는 구역들에서 두개국어에 서비스를 마련하는 데 연방 시설들을 요구한다. 이 법률 아래, 뉴브런즈윅 주의 전체는 연방 서비스들을 위한 두개국어 구역을 숙고하였다.

### 경제적 발전
뉴브런즈윅 주의 조선업 시설들은 1970년대에 확장되었다. 1970년 유조선을 위한 북아메리카의 첫 심해 터미널이 세인트존 근처에 개장되었다.
1970년대 중반에 세인트존 지역은 주요 산업적 확장을 경험하였다. 주요 계획들은 조선업과 석유 정제 단지들의 확대를 포함하였다. 식품 가공업, 광업과 임업들도 또한 뉴브런즈윅 주를 통하여 확장되었다.
1983년 대서양 캐나다에서 첫 원자력 발전소가 포인트 레프로에서 운영되기 시작하였다. 1983년과 1985년에 2개의 칼륨 광산들이 주의 남부에 있는 서식스 지방에서 운영되기 시작하였다. 그러나 1997년 지속된 홍수가 광업의 큰 수를 닫는 원인을 가져왔다. 또한 그해에는 컨페더레이션 다리가 완공되었으며, 뉴브런즈윅 주와 프린스에드워드아일랜드 주를 잇는 데 뉴섬벌랜드 해협을 따라 뻗어나간다. 1990년대에 주 정부는 전화 통화 센터들 같은 정보 기술 비지니스들에서 투자를 촉진시켰다.
주의 지도자들의 전진하는 근심은 특히 북부에서 노동력을 위한 직업들을 어떻게 마련하느냐 혹은 젊은이들의 캐나다의 다른 부분들로 이동을 막는 데 자라왔다. 1996년 채섬에 있는 왕립 캐나다 공군 기지가 문을 닫았다. 2000년대 초반에 펄프와 다른 목재 제품들을 생산한 제재소들이 배서스트, 덜하우지, 미라미치와 다른 위치들에서 문을 닫았다. 다른 제재소들은 생산을 줄였다. 수백명의 주민들이 자신들의 직업을 잃었다. 왕립 캐나다 해군을 위한 최신식의 순찰 프리깃함을 생산한 세인트존 부두와 조선소도 또한 문을 닫았다.

## 경제

### 서비스업
서비스업은 뉴브런즈윅 주의 국내총생산과 고용의 가장 큰 부문을 마련한다. 세인트존과 멍크턴은 뉴브런즈윅 주에서 무역과 금융의 중심지들이다. 주도인 프레더릭턴은 정부 활동의 중심지이다.

### 제조업

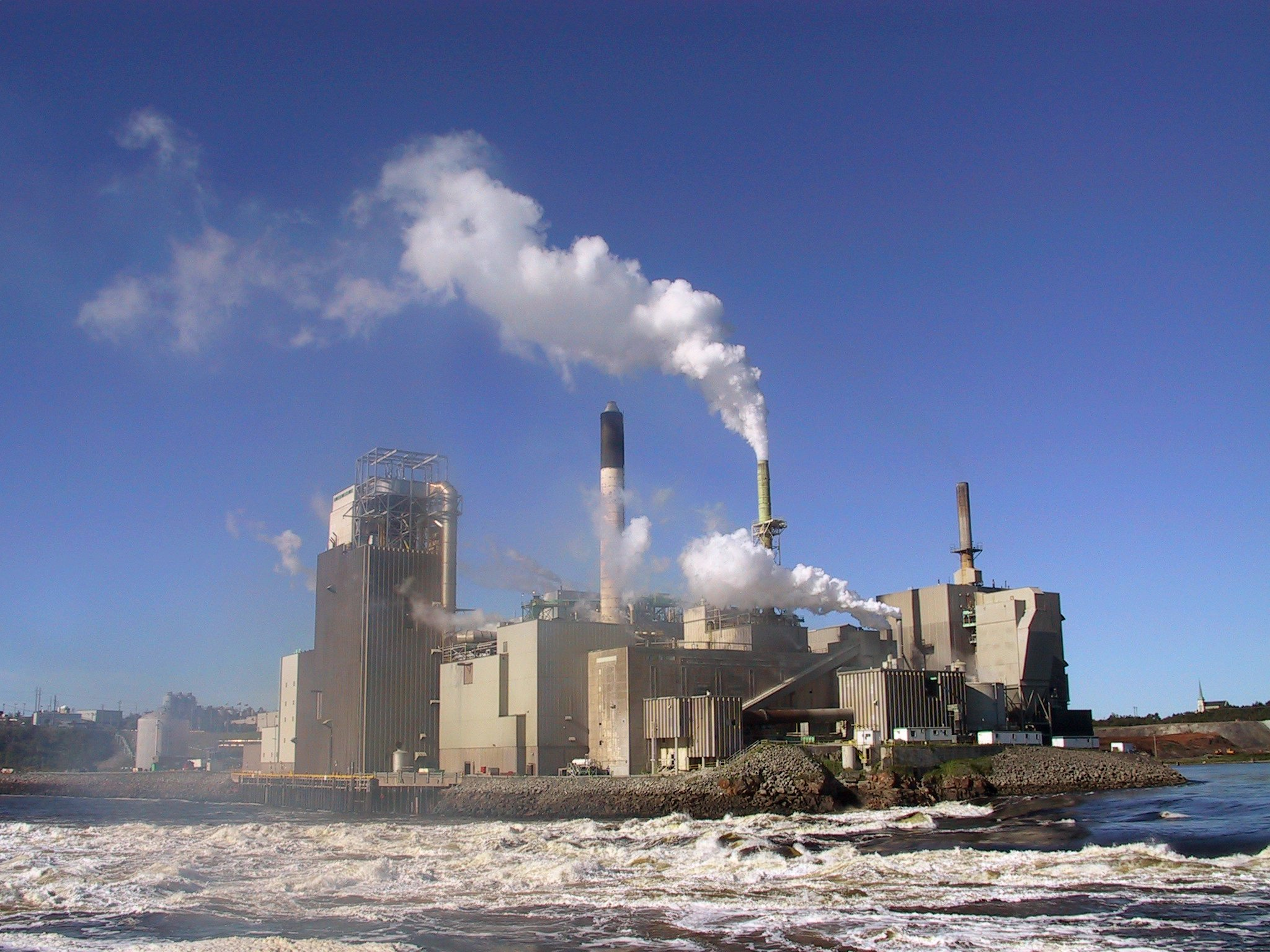
종이 제품의 생산은 뉴브런즈윅 주에서 중요한 제조업 활동이다.

뉴브런즈윅 주 제조업의 거의는 주의 농산물과 임업 제품의 가공에 봉납하는 편이다. 지도적인 식품들은 제과류, 낙농제품과 수산물의 제품들을 포함한다. 세계에서 가장 큰 감자 튀김 생산 회사 매케인 식품이 플로런스빌에 본사를 두었다. 종이와 재목 제품들도 또한 중요하다. 펄프와 제지의 공장과 제재소들은 주의 전역을 통하여 운영된다. 세인트존은 큰 석유 정제소가 있으며, 정제된 석유는 중요한 수출품이다.

### 광업
금속은 뉴브런즈윅 주 광업 소득의 가장 큰 부문을 바련한다. 아연이 지도적인 금속 광물이다. 구리, 납과 은도 또한 높은 랭킹에 들어와있다. 금속 광산의 대부분은 배서스트 지역에서 일어난다. 주로 비료로 사용되는 토탄은 주의 북동부에서 수납된다. 석탄은 그랜드레이크 근처에 있는 민토치프먼에서 체굴된다. 비료를 만드는 데 쓰이는 쓰이는 칼륨은 서식스 지역에서 체굴된다.

### 임업
뉴브런즈윅 주에서 잘라지는 나무들의 대부분은 발삼전나무와 가문비나무이다. 다른 상업적으로 중요한 나무들은 미루나무, 너도밤나무, 자작나무, 히말라야산목, 단풍나무와 소나무를 포함한다. 임업은 1970년대 이래 1조 그루 이상의 새로운 나무들을 심었다.

### 수산업
가재와 게는 뉴브런즈윅 주의 가장 중요한 잡이이다. 주는 연어, 송어와 물고기의 몇몇의 다른 타입들을 생산하는 양식업이 자라나고 있다.

### 농업
감자는 뉴브런즈윅 주에서 지도적인 수확물이다. 감자의 대부분은 칼턴과 빅토리아 카운티들에서 왔다. 뉴브런즈윅 주는 또한 종묘품과 장식용 꽃의 중요한 생산주이다. 농부들은 또한 과일과 채소의 다수를 생산하기도 한다. 낙농제품은 지도적인 축산물로서 랭킹에 들어와있다. 낙농업의 거의는 주의 남동부에서 일어나는 편이다. 가축을 기르는 농부들은 육우, 돼지와 가금류를 사육하기도 한다.

## 주민

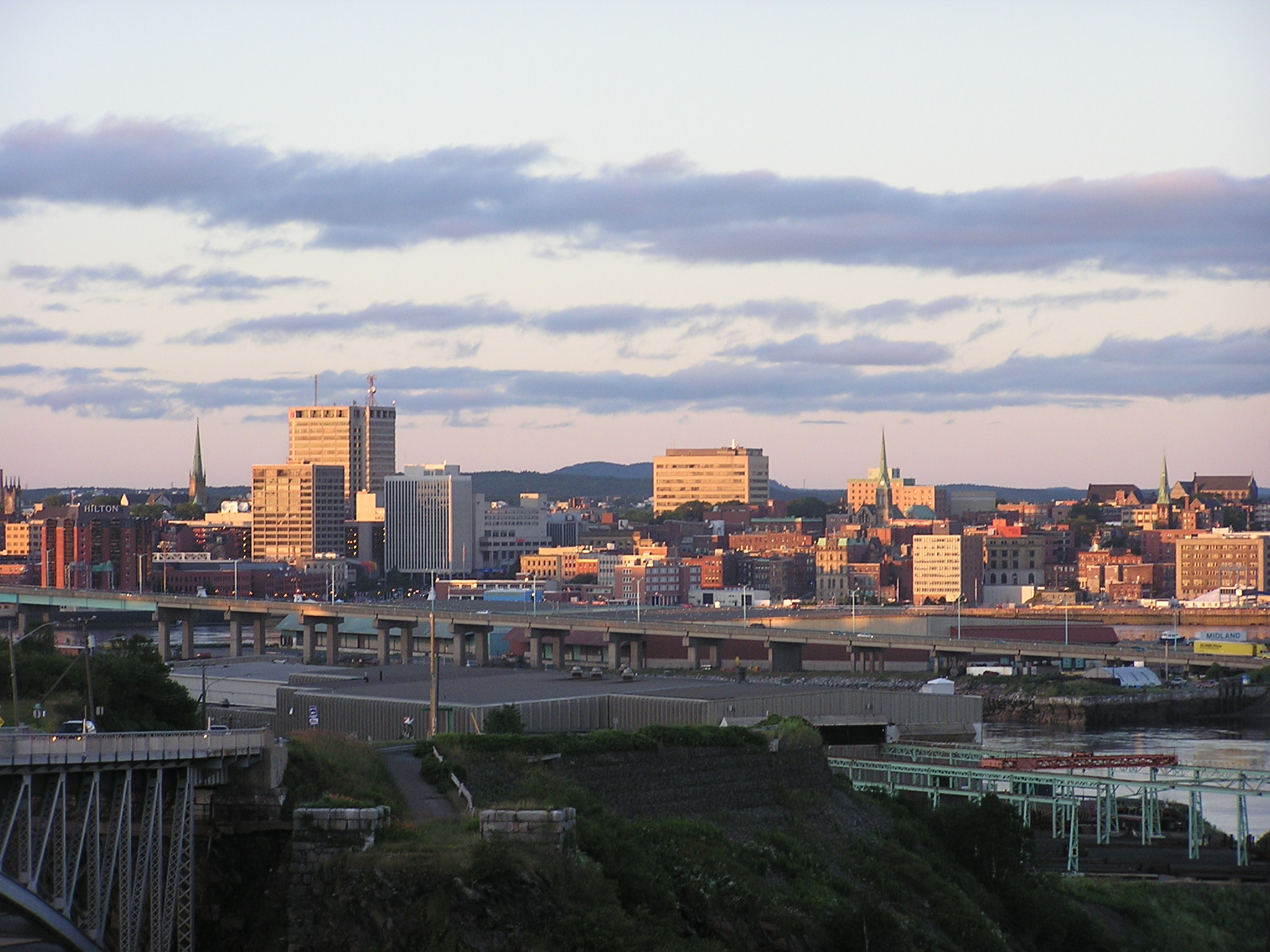
세인트존의 스카이라인

2006년 캐나다 인구 조사국은 뉴브런즈윅 주의 인구가 729,997명이라고 보고하였다. 주의 인구는 2001년에 본 729,498명에서 1 퍼센트 이하를 증가하였다.
뉴브런즈윅 주민의 대략 절반은 도시 지역들에 산다. 주민의 대략 3분의 1은 멍크턴과 세인트존의 메트로폴리탄 지역들에 산다. 멍크턴과 세인트존은 캐나다 통계에 의하여 규정되면서 주의 단 하나의 인구 조사 메트로폴리탄 지역들이 있다.
프레더릭턴은 20,000명 이상의 인구를 가진 뉴브런즈윅 주에서 단 하나의 다른 도시이다. 주는 10,000명 이상의 인구와 함께 한 몇몇 만의 도시와 타운들이 있다.
모든 100명의 뉴브런즈윅 주민의 대략 96명은 캐나다에서 태어났다. 다른 주민들의 대략 절반은 미국 혹은 영국에서 왔다.
뉴브런즈윅 주는 영어와 프랑스어가 공용어이며, 캐나다에서 단 하나의 입법적으로 2개국어를 사용하는 주이다. 주민의 대략 3분의 2는 자신들의 토착 언어로서 영어를 쓴다. 그들은 1700년대에 아메리카 식민지를 떠난 왕당파의 자손들을 포함한다. 영어를 사용하는 다른 이들은 1800년대에 도착한 잉글랜드, 아일랜드와 스코틀랜드 계통을 포함한다. 아카디아인들로 불리는 뉴브런즈윅 주민의 대략 3분의 1은 자신들의 토착 언어로서 프랑스어를 쓴다. 주의 남부와 서부는 대부분 영어를 쓰는 편이다. 아카디아인들은 북부와 동부에 집중되어 있다. 뉴브런즈윅 주민의 대략 3분의 1은 양국어를 다 쓰는 편이다. 뉴브런즈윅 주에서 대략 18,000명은 아메리카 인디언 계통이다.

## 기후
| 프레더릭턴(1981-2010)의 기후                   | 프레더릭턴(1981-2010)의 기후 | 프레더릭턴(1981-2010)의 기후 | 프레더릭턴(1981-2010)의 기후 | 프레더릭턴(1981-2010)의 기후 | 프레더릭턴(1981-2010)의 기후 | 프레더릭턴(1981-2010)의 기후 | 프레더릭턴(1981-2010)의 기후 | 프레더릭턴(1981-2010)의 기후 | 프레더릭턴(1981-2010)의 기후 | 프레더릭턴(1981-2010)의 기후 | 프레더릭턴(1981-2010)의 기후 | 프레더릭턴(1981-2010)의 기후 | 프레더릭턴(1981-2010)의 기후 |
| 월                                             | 1월                          | 2월                          | 3월                          | 4월                          | 5월                          | 6월                          | 7월                          | 8월                          | 9월                          | 10월                         | 11월                         | 12월                         | 연간                         |
| ---------------------------------------------- | ---------------------------- | ---------------------------- | ---------------------------- | ---------------------------- | ---------------------------- | ---------------------------- | ---------------------------- | ---------------------------- | ---------------------------- | ---------------------------- | ---------------------------- | ---------------------------- | ---------------------------- |
| 일평균 최고 기온 °C (°F)                       | −3.8 (25.2)                  | −2 (28)                      | 3.0 (37.4)                   | 10.0 (50.0)                  | 17.6 (63.7)                  | 22.7 (72.9)                  | 25.5 (77.9)                  | 24.8 (76.6)                  | 20.0 (68.0)                  | 13.2 (55.8)                  | 6.0 (42.8)                   | −0.7 (30.7)                  | 11.4 (52.4)                  |
| 일일 평균 기온 °C (°F)                         | −9.4 (15.1)                  | −7.9 (17.8)                  | −2.4 (27.7)                  | 4.5 (40.1)                   | 11.1 (52.0)                  | 16.2 (61.2)                  | 19.3 (66.7)                  | 18.4 (65.1)                  | 13.6 (56.5)                  | 7.5 (45.5)                   | 1.5 (34.7)                   | −5.7 (21.7)                  | 5.6 (42.0)                   |
| 일평균 최저 기온 °C (°F)                       | −15 (5)                      | −13.7 (7.3)                  | −7.8 (18.0)                  | −1 (30)                      | 4.6 (40.3)                   | 9.7 (49.5)                   | 9.7 (49.5)                   | 12.1 (53.8)                  | 7.1 (44.8)                   | 1.6 (34.9)                   | −3 (27)                      | −10.7 (12.7)                 | −0.5 (31.1)                  |
| 평균 강수량 mm (인치)                          | 95.3 (3.75)                  | 73.1 (2.88)                  | 93.2 (3.67)                  | 85.9 (3.38)                  | 96.2 (3.79)                  | 82.4 (3.24)                  | 88.3 (3.48)                  | 85.6 (3.37)                  | 87.5 (3.44)                  | 89.1 (3.51)                  | 106.3 (4.19)                 | 94.9 (3.74)                  | 1,077.8 (42.44)              |
| 평균 강설량 cm (인치)                          | 69.9 (27.5)                  | 47.5 (18.7)                  | 49.4 (19.4)                  | 18.6 (7.3)                   | 1.4 (0.6)                    | 0 (0)                        | 0 (0)                        | 0 (0)                        | 0 (0)                        | 0.8 (0.3)                    | 14.3 (5.6)                   | 50.5 (19.9)                  | 252.4 (99.3)                 |
| 출처: Environment and Natural Resources Canada |                              |                              |                              |                              |                              |                              |                              |                              |                              |                              |                              |                              |                              |